# Bruno Magne
Bruno Magne est un acteur français, né à Bayonne (Pyrénées-Atlantiques).
Spécialisé dans le doublage, il prête sa voix entre autres à Chipeur le renard et la Carte dans Dora l'exploratrice, mais aussi Franky dans One Piece, Vash the Stampede dans Trigun, le père de Nicolas dans Le Petit Nicolas ou encore Beerus dans Dragon Ball Super. En parallèle, il prête sa voix régulièrement à l'aventurier Bear Grylls.
En 2018, il succède à Pierre-Alain de Garrigues dans le rôle de l'Aubergiste dans le jeu Hearthstone.

## Biographie
Alors qu'il jouait de la batterie, de la guitare et chantait aussi à l'occasion, Bruno Magne était parti pour gagner sa vie de la musique. Après s'être installé à Bordeaux, dans les Landes puis à Nice, c'est finalement dans la capitale qu'il se pose définitivement en 1992. Là-bas, Bruno Magne enchaîna les petits boulots la journée pour ensuite continuer la musique le soir. Cependant, c'est en voyant les mises en scènes travaillées de ses représentations qu'un de ses amis, pianiste, lui proposa de tenter le théâtre. À la suite de cela, il prit des cours durant trois ans et entama une carrière de comédien à la fin des années 1990, qu'il n'a plus quittée depuis.

## Filmographie

### Cinéma

#### Longs métrages
- 1996 : Risque maximum de Ringo Lam : le chauffeur de taxi
- 2007 : Bluesbreaker de Dominique Brenguier : l'acteur de théâtre
- 2011 : RIF de Franck Mancuso : Albert Koskas
- 2012 : Comme un chef de Daniel Cohen : le routier
- 2012 : 30° Couleur de Lucien Jean-Baptiste et Philippe Larue : Guy
- 2013 : Post partum de Delphine Noels : David

#### Courts métrages
- 1996 : Mon ange de Jacques-Hervé Fichet : Philippe
- 2003 : L'Homme sans tête de Juan Solanas : un docker (voix)
- 2004 : Je m'indiffère d'Alain Rudaz et Sébastien Spitz : Michaël Keridan

### Télévision

#### Téléfilm
- 2009 : La Tueuse de Rodolphe Tissot : joueur #1

#### Séries télévisées
- 2008 : Adresse inconnue, épisode Double peine de Rodolphe Tissot : Marc Saunier
- 2010 / 2014 : Mafiosa de Pierre Leccia, Éric Rochant et Hugues Pagan : Tramoni, le brasseur (saison 3, épisode 8) / Me Daniel Colombani (saison 5, 7 épisodes)
- 2011 : RIS police scientifique, épisode Sur le vif d'Éric Le Roux : Luc
- 2012 : Joséphine, ange gardien, épisode Le cirque Borelli de Jean-Marc Seban : Luigi Borelli
- 2012 : Ainsi soient-ils, épisode 1.4 de Rodolphe Tissot : le Père Olmi

## Doublage
Sources : Doublage Séries Database, Planète Jeunesse et AlloDoublage

### Cinéma

#### Films
- Nick Offerman dans :
  - Smashed (2012) : Dave Davies
  - Les Miller, une famille en herbe (2013) : Don Fitzgerald
  - Noël à Candy Cane Lane (2023) : Pip

- Slavko Labović (en) dans :
  - Pusher (1996) : Radovan
  - Pusher 3 : L'Ange de la mort (2005) : Radovan

- James Purefoy dans :
  - Chevalier (2001) : Sir Thomas Colville
  - Monk, le retour (2023) : Rick Eden

- John C. Reilly dans :
  - Les Frères Sisters (2018) : Eli Sisters
  - Stars at Noon (2022) : le patron américain

- Steve Agee dans :
  - The Suicide Squad (2021) : John Economos
  - Shazam! La Rage des Dieux (2023) : John Economos

- Glenn Fleshler (en) dans :
  - Clean (2021) : Michael
  - Face à la mer : L'Histoire de Trudy Ederle (2024) : James Sullivan
- 1977[n 1] : Rencontres du troisième type : voix additionnelles
- 2003 : Bad Boys 2 : voix additionnelles
- 2004 : Cutie Honey : Goki / Seiji Hayami (Jun Murakami)
- 2005 : Burt Munro : Fernando (Paul Rodriguez)
- 2005 : Le Monde de Narnia : Le Lion, la Sorcière blanche et l'Armoire magique : Oreius (Patrick Kake (en))
- 2008 : Yes Man : Ted, le petit ami de Stéphanie (Sean O'Bryan (en))
- 2011 : Or noir : Thurkettle (Corey Johnson)
- 2011 : Hesher : Larry (John Carroll Lynch)
- 2014 : Open Windows : Chord (Neil Maskell)
- 2014 : Les Gardiens de la Galaxie : ? (?)
- 2014 : Maléfique : ? (?)
- 2015 : Paranormal Activity 5 : Ghost Dimension : Kent (Don McManus (en))
- 2015 : Cendrillon : le crieur du Roi [Qui ?]
- 2016 : Alice de l'autre côté du miroir : ? (?)
- 2016 : Gold : Lloyd Stanton (Joshua Harto (en))
- 2016 : Deepwater : Jason Anderson (Ethan Suplee)
- 2017 : Goon: Last of the Enforcers : Anders Cain (Wyatt Russell)
- 2017 : Pirates des Caraïbes : La Vengeance de Salazar : Bollard (Danny Kirrane (en))
- 2017 : Fullmetal Alchemist : Shō Tucker (Yō Ōizumi (en))
- 2017 : Logan Lucky : ? (?)
- 2018 : En eaux troubles : Jack Morris (Rainn Wilson)
- 2018 : Aucun homme ni dieu : Cheeon (Julian Black Antelope)
- 2018 : Paranoïa : David Strine (Joshua Leonard)
- 2018 : Anon : Lester Goodman (Joe Pingue)
- 2019 : Captain Marvel : ? (?)
- 2019 : Ça : Chapitre 2 : un infirmier à l'asile [Qui ?]
- 2019 : Downton Abbey : M. Bakewell (Mark Addy)
- 2019 : Le Mans 66 : Phil Remington (Ray McKinnon)
- 2019 : Dora et la Cité perdue : Chipeur le renard (Benicio del Toro) (voix) et la Carte (Marc Weiner (en)) (voix)
- 2019[n 2] : L'Homme du labyrinthe : Delacroix (Filippo Dini (it))
- 2019 : Guns Akimbo : Riktor (Ned Dennehy)
- 2019 : Countdown : Gerry (John Bishop)
- 2019[n 3] : Les Disparues de Valan : le médecin légiste (Gábor Erdei)
- 2019 : High Flying Bird : le collègue [Qui ?]
- 2020 : Sa dernière volonté : Barry Sedlow (Mel Rodriguez)
- 2020 : Escape from Pretoria : Kitson (Lliam Amor)
- 2020 : L'Un des nôtres : le shérif de Gladstone (Greg Lawson)
- 2020 : Freaky : Barney Garris (Vince Vaughn)
- 2021 : Arnaque à Hollywood : Bob Stillwater (Chris Mullinax)
- 2021 : Beckett : l'officier Xenakis (Panos Koronis)
- 2021 : Le Dernier Duel : Crespin (Marton Csokas)
- 2021 : House of Gucci : Nemir Kirdar (Youssef Kerkour (en))
- 2021 : Impardonnable : le contremaître de l'usine (Craig March)
- 2021 : El buen patrón : Román (Fernando Albizu (es))
- 2021 : After : Chapitre 3 : Richard Young (Atanas Srebrev)
- 2022 : Home Team : Mitch Bizone (Gary Valentine)
- 2022 : Eaux profondes : Lionel Washington (Tracy Letts)
- 2022 : Thor: Love and Thunder : Rapu (Jonathan Brugh (en))
- 2022 : Fullmetal Alchemist : La Vengeance de Scar : le maître de Scar (Akaji Maro)
- 2022 : Lou : ? (?)
- 2022 : Enola Holmes 2 : M. Bill Crouch (Lee Boardman (en))
- 2022 : Une ardente patience (es) : le premier animateur radio (Roberto Prieto (es))
- 2022 : Les Tactiques de l'amour (tr) : ? (?)
- 2022 : Shotgun Wedding : Ace (Alberto Isaac)
- 2022 : Le Dirigeant (es) : le fan de la sélection (Tano Pasman)
- 2022 : Bon vent (tr) : Davut (Gökhan Soylu)
- 2023 : Sharper : William Tyler (Quincy Dunn-Baker)
- 2023 : Kill Bok-soon : ? (?)
- 2023 : Love Again : un peu, beaucoup, passionnément : ? (?)
- 2023 : Le Challenge : ? (?)
- 2023 : Oppenheimer : Isidor Isaac Rabi (David Krumholtz)
- 2023 : Il était une fois... un crime (en) : Lord Chamberlain (Tomoharu Hasegawa)
- 2023 : Le Remède à l'oubli : le professeur Rafal Wilczur / Antoni Kosiba (Leszek Lichota)
- 2023 : DogMan : l'un des deux inspecteurs du travail (James Payton) et le directeur du théâtre (Jarreth Merz (de))
- 2023 : La Probabilité statistique de l'amour au premier regard : Andrew Sullivan (Rob Delaney)
- 2023 : Thank You, I'm Sorry (sv) : Anders [Qui ?]
- 2023 : La Zone d'intérêt : Richard Glücks (Rainer Haustein (de))
- 2024 : Role Play (en) : Toby Berman (Simon Delaney (en))
- 2024 : Space Cadet (en) : le capitaine Elvis Popowski (Joshua Harto (en))
- 2024 : Borderlands : Marcus (Benjamin Byron Davis)
- 2024 : Kraven the Hunter : ? (?)
- 2024 : Love in 39 Degrees : Iskender (Cem Davran (tr))
- 2024 : Presence : Chris Payne (Chris Sullivan)
- 2025 : Blanche-Neige : Prof (Jeremy Swift) (voix)
- 2025 : Heads of State : Quincy Harrington (Richard Coyle)

#### Films d'animation
- 1993 : Yū Yū Hakusho - Film 2 : La Légende du royaume des ombres : Kurama / Mashari
- 1996 : Le Secret du Twilight Gemini : Lupan
- 1999 : Mes voisins les Yamada : voix additionnelles
- 2000 : Escaflowne : Une fille sur Gaïa : Allen Schezar
- 2000 : X1999 : Kusanagi Shiyû / Seishiro Aoki
- 2001 : Sakura Wars : Film : Yoritsune Hanakouji
- 2001 : One Piece : L'Aventure de l'île de l'horloge : Boo Jack
- 2003 : The Weathering Continent (en) : Boÿs
- 2004 : Tenkai-hen josō: Overture : Ikki
- 2004 : Pororo au royaume des friandises : le roi Biscitus Ier
- 2005 : Les Noces funèbres : Paul, le barman sans corps
- 2005 : Final Fantasy VII: Advent Children : Rude
- 2005 : Wabou, le raton laveur espiègle : Wabou
- 2005 : Madagascar : Mission Noël : Rico (court-métrage)
- 2007 : Barbie, princesse de l'Île merveilleuse : Frazer, Calvin, un garde et Sagi (chant)
- 2008 : Jasper, pingouin explorateur : Kakapo
- 2009 : Afro Samurai : Resurrection : le barman / voix additionnelles
- 2009 : Tempête de boulettes géantes : le maire
- 2009 : Le Drôle de Noël de Scrooge : voix additionnelle
- 2010 : Trigun: Badlands Rumble : Vash the Stampede
- 2010 : Tom et Jerry : Élémentaire, mon cher Jerry : Butch
- 2010 : Redline : Frisbee
- 2011 : One Piece: Strong World : Franky
- 2011 : Tom et Jerry et le Magicien d'Oz : Butch
- 2011 : Rio : Hector
- 2012 : One Piece : La Malédiction de l'épée sacrée : Lacos
- 2012 : L'Âge de glace 4 : La Dérive des continents : le capitaine Gutt (chant uniquement)
- 2013 : One Piece, épisode d'Alabasta : Les Pirates et la Princesse du désert : Bon Kure
- 2013 : Le Conte de la princesse Kaguya : voix additionnelles
- 2014 : Rio 2 : Hector
- 2015 : Dragon Ball Z : La Résurrection de ‘F’ : Beerus
- 2015 : Dragon Ball Z: Battle of Gods : Beerus
- 2017 : Tom et Jerry au pays de Charlie et la chocolaterie : Sam Beauregard et le journaliste allemand
- 2018 : Sherlock Gnomes : le docteur Gnome Watson
- 2019 : Dragon Ball Super: Broly : Beerus
- 2019 : Zim l'envahisseur et le Florpus : l'ordinateur de Zim, Mini-élan
- 2020 : Superman: Red Son : Bizarro
- 2020 : Yakari : La Grande Aventure : Roc Tranquille et Élan-Lent
- 2020 : Le Peuple Loup : Seán Óg
- 2021 : Raya et le Dernier Dragon : Tuk Tuk
- 2021 : Les Mitchell contre les machines : Rick Mitchell
- 2021 : The Witcher : Le Cauchemar du loup : Deglan
- 2021 : Mortal Kombat Legends: Battle of the Realms : Hanzo Hasashi
- 2021 : Retour au bercail : Chaz[n 4]
- 2021 : Seal Team : Une équipe de phoques ! (en) : un requin
- 2022 : La Maison : M. Thomas et le mari souris qui veut acheter la maison
- 2022 : Dragon Ball Super: Super Hero : Beerus[4]
- 2022 : Batman and Superman: Battle of the Super Sons : voix additionnelles
- 2023 : Justice League: Warworld : voix additionnelles
- 2023 : Spy × Family Code: White : le narrateur et Bond Forger
- 2025 : La Rose de Versailles (en) : ?

### Télévision

#### Téléfilms
- 2003 : Un papa tombé du ciel : Oliver (Heio von Stetten)
- 2006 : 11-Septembre - Dans les tours jumelles : Jay Jonas (Richard Laing) et le vrai Jay Jonas
- 2008 : Le Choix de Jane : le révérend Brook Bridges (Hugh Bonneville)
- 2012 : Le Mystère d'Edwin Drood : le révérend Septimus Crisparkle (Rory Kinnear)
- 2017 : Oscar Pistorius : De la gloire au meurtre : le colonel Schalk Vroom (Alphie Hyorth)
- 2017 : Second coup de foudre à Noël : Bill (Steven Ted Beckler)
- 2018 : Un Noël décisif : Daniel (Jim O'Hare)
- 2020 : Les Petits Meurtres de Ruby : Prédiction mortelle : Travis Tru (Shawn Macdonald)
- 2021 : Rencard avec le diable : Josh (Michael Anthony (en))
- 2023 : Ivre au volant à 17 ans : ? (?)
- 2024 : La Peur change de camp : Kevin Gerhard (Geoff Adams)
- 2024 : Qu'est-il arrivé à ma sœur ? : le lieutenant Alex Merly (Fred Galyean)

#### Téléfilm d'animation
- 2007 : Reviens, Garfield ! : Billy

#### Séries télévisées
- Chris Gauthier dans (4 séries) :
  - Smallville (2004-2011) : Toyman (4 épisodes)
  - Eureka (2006-2012) : Vincent (67 épisodes)
  - Supernatural (2007-2008) : Ronald Reznick (saison 2, épisode 12 et saison 4, épisode 2)
  - Once Upon a Time (2012-2018) : William Mouche (14 épisodes)

- Zak Orth dans (4 séries) :
  - Revolution (2012-2014) : Aaron Pittman (42 épisodes)
  - Wet Hot American Summer: First Day of Camp (2015) : J.J. (mini-série)
  - Casual (2015-2018) : Drew Meyers (15 épisodes)
  - Wet Hot American Summer: Ten Years Later (2017) : J.J. (mini-série)

- Elliot Cowan dans (4 séries) :
  - Da Vinci's Demons (2013-2015) : Laurent de Médicis (25 épisodes)
  - The Frankenstein Chronicles (2015) : Sir Bentley Warburton (saison 1)
  - Beowulf : Retour dans les Shieldlands (2016) : Abrecan (12 épisodes)
  - Krypton (2018-2019) : Daron-Vex (10 épisodes)

- Glenn Fleshler (en) dans :
  - Billions (2016-2023) : Orrin Bach (36 épisodes)
  - For Life (2020) : Frank Foster (saison 1)
  - FBI: Most Wanted (2022) : Caleb Walsh (saison 3, épisode 13)

- Bear Grylls dans :
  - Seul face à la nature (2006-2010) : lui-même
  - En pleine nature avec Bear Grylls (depuis 2014) : lui-même

- Drew Powell dans :
  - Flynn Carson et les Nouveaux Aventuriers (2015) : Ray (saison 2, épisode 5)
  - Monstres : L'Histoire de Lyle et Erik Menéndez (2024) : l'inspecteur Tom Linehan (mini-série)

- 1998-2000 : Sliders : Les Mondes parallèles : Rembrandt Brown (Cleavant Derricks) (2e voix, saisons 4 et 5)
- 2000 : Malcolm : Dave (Jerry Lambert (en)) (saison 1, épisode 8)
- 2001 : Frères d'armes : le sergent Warren « Skip » Muck (Richard Speight Jr.) (mini-série)
- 2001 : Buffy contre les vampires : Murk (Todd Duffey) (saison 5)
- 2003-2004 : Elisa : Antonio Ceppi (Cesare Bocci (it)) (saison 1)
- 2005-2006 : Close to Home : Juste Cause : Steve Sharpe (John Carroll Lynch) (21 épisodes)
- 2005-2007 : Le Destin de Lisa : Georg Stellberg, le serveur du restaurant (Sven Rothkirch) (4 épisodes)
- 2006 : Angela's Eyes : Peter Wagner (Peter Hermann) (4 épisodes)
- 2006 : Brotherhood : M. Speaker (Michael Gaston) (saison 1)
- 2008 : Underbelly : Tony Mokbel (Robert Mammone) (saison 1)
- 2008-2011 : Physique ou Chimie : Alphonse Madroña Bermúdez (Joaquín Climent (es)) (40 épisodes)
- 2009 : 24 Heures chrono : Larry Moss, agent du FBI (Jeffrey Nordling) (19 épisodes)
- 2010 : Undercovers : Charlie (Brad Grunberg (it)) (10 épisodes)
- 2010 : Parenthood : Dale Williams (Craig Barnett) (saison 1)
- 2010-2011 : Borgen, une femme au pouvoir : Peter Juul (Morten Thunbo (da)) (saison 1, épisode 8 et saison 2, épisode 6)
- 2010-2012[n 5] : Hatufim - Prisonniers de guerre : Nimrod Klein (Yoram Toledano) (24 épisodes)
- 2012-2013 : Mad Men : Herb Rennet (Gary Basaraba) (1re voix, saison 5)
- 2012-2014 : Lilyhammer : Dag Solstad (Nils Jørgen Kaalstad (no)) (12 épisodes)
- 2013-2015 : Following : Dr Joe Caroll (James Purefoy) (45 épisodes)
- 2014 : Grimm : Hofmann (David Ury) (saison 4)
- 2014-2015 : State of Affairs : Ahmad Ahmadi (Anil Kumar) (4 épisodes)
- depuis 2014 : Brokenwood : le sergent Mike Shepherd (Neill Rea (en))
- 2015 : Defiance : Indur (Tony Nappo (en)) (saison 3)
- 2015 : Panthers : Dragan Tosić (Boris Isaković (sh)) (mini-série)
- 2015 : Daredevil : Bill Fisk (Domenick Lombardozzi) (saison 1, épisode 8)
- 2015 : American Odyssey : Joe Abrams (Darren Goldstein (it)) (10 épisodes)
- 2015-2016 : Les Feux de l'amour : Dr Simon Neville (Michael E. Knight (en)) (47 épisodes)
- 2015-2016 : Humans : Pete Drummond (Neil Maskell) (14 épisodes)
- 2015-2017 : Longmire : Darius (J. D. Havenstar) (11 épisodes)
- 2015-2017 : Fear the Walking Dead : Travis Manawa (Cliff Curtis) (21 épisodes)
- 2016 : Devious Maids : Tête de tueur (Owen Harn) (saison 4)
- 2016-2017 : Frequency : Gordo (Lenny Jacobson (en)) (10 épisodes)
- 2016-2018 : Les Médicis : Maîtres de Florence : Marco Bello (Guido Caprino) (10 épisodes)
- 2016-2020 : The Magicians : Ember (Dominic Burgess) (5 épisodes)
- 2017 : Stella Blómkvist : Haukur (Hannes Óli Ágústsson (de)) (saison 1)
- 2017 : Blacklist: Redemption : Dumont (Adrian Martinez) (8 épisodes)
- 2017 : Suburra, la série : Giacomo Finucci (Alessandro Rossi (it)) (saison 1)
- 2017 : The Strain : Ben (Glen Gould (en)) (saison 4)
- 2017 : Captive : Thomas Kinnear (Paul Gross) (mini-série)
- 2017 : Star Trek: Discovery : Harcourt « Harry » Mudd (Rainn Wilson) (saison 1, épisodes 5 et 7)
- 2017 : Fearless : Steve Livesey (John Bishop) (mini-série)
- 2017-2018 : I'm Dying Up Here : Ralph Carnegie (Erik Griffin (en)) (20 épisodes)
- 2017-2018 : 4 Blocks : Georg Nickel (Dirk Nocker (de)) (11 épisodes)
- 2017-2018 : The Tick : Stosh (Tyler Bunch (en)) (5 épisodes)
- 2017-2019 : Mindhunter : Edmund Kemper (Cameron Britton) (4 épisodes)
- 2018 : Brooklyn Nine-Nine : Troy Lunniker (Tahir Moore) (saison 5, épisode 18) et Reginald VelJohnson (Reginald VelJohnson) (saison 5, épisode 19)
- 2018-2019 : Grace et Frankie : Roy (Mark Deklin) (4 épisodes)
- 2018-2021 : The Good Fight : Carter Schmidt (Christian Borle) (3 épisodes)
- 2019 : Santa Clarita Diet : Tommy (Ethan Suplee) (saison 3)
- 2019 : Beverly Hills : BH90210 : Phil (David Cubitt) (4 épisodes)
- 2019 : Good Omens : l'inquisiteur sergent Shadwell (Michael McKean) (saison 1)
- 2019 : Un espion très recherché : Gerald Lloyd (David Nykl) (mini-série)
- 2019-2024 : What We Do in the Shadows : Laszlo Cravensworth (Matt Berry) (61 épisodes)
- 2019-2024 : Total Control : Peter Solomon (Huw Higginson (en)) (17 épisodes)
- 2020-2021 : Larry et son nombril : cousin Andy (Richard Kind) (2e voix, saisons 10 et 11)
- 2020-2022 : Space Force : le général Kick Grabaston (Noah Emmerich) (5 épisodes)
- 2021 : Cowboy Bebop : Pierrot le fou (Josh Randall)
- 2021 : La Templanza : Lorenzo Novas (Òscar Rabadán) (3 épisodes)
- 2021 : American Horror Story : Sherman Adams (Christopher Stanley (en)) (saison 10)
- 2021 : American Crime Story : Gil Davis (Jeff Elam) (saison 3)
- 2021 : Wakefield : Rashaal Katira (Shapoor Batliwalla) (mini-série)
- 2021-2022 : Trying : Terry (James Doherty (en)) (3 épisodes)
- 2022 : Infiniti : Emil Durkhov (Vlad Ivanov) (mini-série)
- 2022 : Les Derniers Jours de Ptolemy Grey : Darwin Andrews (K. Todd Freeman) (mini-série)
- 2022 : Les Héritiers de la terre : Roger Puig (Pere Arquillué)
- 2022 : The Pentaverate : Sammy (Craig Conway (en)) (mini-série)
- 2022 : Yakamoz S-245 : ? (?)
- 2022 : Obi-Wan Kenobi : Groff Ditcher (Heath McGough) (mini-série)
- 2022 : Wedding Season (en) : Donohue (Jamie Michie)
- 2022 : Dahmer - Monstres : L'Histoire de Jeffrey Dahmer : l'officier John Balcerzak (Scott Michael Morgan) et Wally le boucher (Ken Clement) (mini-série)
- 2022 : Tokyo Vice : ? (?)
- 2022 : Glitch (en) : Direct Kim [Qui ?]
- 2022 : House of the Dragon : Lord Borros Baratheon (Roger Evans) (saison 1, épisode 10)
- 2022 : Le Cabinet de curiosités de Guillermo del Toro : Masson (David Hewlett) (saison 1, épisode 2)
- 2022 : Inside Man : Claude Kreiner (Simon Delaney (en)) (mini-série)
- 2022 : Billy the Kid : Moss (Timothy Webber) (épisode 1)
- 2022 : Hot Skull : Erol (Barış Yıldız (tr)) (mini-série)
- 2022 : Young Rock : Jerry Lawler (Michael Strassner) (saison 2)
- 2022 : The Cleaning Lady (en) : Eric Knight (Jay Mohr) (saison 1)
- 2022 : Bloodlands (en) : Robert Dardis (Diarmaid Murtagh) (saison 2)
- 2022 : Crossfire (en) : Ben Cross (Daniel Ryan (en)) (mini-série)
- 2022-2023 : Minx : Lenny (Rich Sommer (en)) (9 épisodes)
- depuis 2022 : C'était moi : Silvestre « El Faraón » Díaz (Christian Tappan (es))
- depuis 2022 : Peacemaker : John Economos (Steve Agee)
- 2023 : German Crime Story : Captives (de) : Enno Balbeck (Thomas Lawinky (de))
- 2023 : Shahmeran : Salih (Mehmet Bilge Aslan)
- 2023 : The Mandalorian : Gorian Shard (Nonso Anozie) (voix, saison 3)
- 2023 : Luden : Les Rois du quartier rouge (de) : Beatle Vogler (Karsten Mielke (de))
- 2023 : Deadloch : ? (?)
- 2023 : Bodies : Ladbroke (Andrew Whipp (en)) (mini-série)
- 2023 : Twisted Metal : Haggard Loner (Ritchie Montgomery) (saison 1, épisode 5)
- 2024 : Kübra : Haluk (Bülent Düzgünoğlu) (saison 1, épisode 1)
- 2024 : Reine rouge (es) : Jon Gutiérrez (Hovik Keuchkerian)
- 2024 : Meurtres et Autres Complications : Keith Trubitsky (Michael Gladis)
- 2024 : Manhunt (en) : ? (?) (mini-série)
- 2024 : Fallout : le chevalier Titus (Michael Rapaport)
- 2024 : Shardlake : Détective de l'ombre (en) : Frère Edwig (David Pearse) (mini-série)
- 2024 : Dans cette vie ou une autre (es) : Dinamita (Jorge Del Río (es)) (mini-série)
- 2024 : Mary and George : le roi Jacques (Tony Curran) (mini-série)
- 2024 : La Voix du lac : Milton Schwartz (Brett Gelman) (mini-série)
- 2024 : Sexe Intentions : Dean Sheffield (Adam Arkin) (épisode 1)
- depuis 2024 : The Agency : James « Bosko » Bradley (Richard Gere)
- 2025 : L'Éternaute : Benito (Guillermo Jacubowicz) (mini-série)
- 2025 : Ballard : Thomas Laffont (John Carroll Lynch)
- 2025 : Squid Game : Lee Seung-won / no 336 (Park Jin-woo (en)) (saison 3)

#### Séries d'animation
- 1985-1987[n 6] : Transformers : Bumblebee, Perceptor
- 1992-1993 : La Bande à Dingo : ?[5]
- 1994-1997[n 7] : Yū Yū Hakusho : Toguro, Raizen, Jorge, Gôki, Genbu, frère de Toguro, Dr Ichigaki, Itsuki, Kiyoshi et Toshin Raizen
- 1995 : The Cockpit[6] : Erhardt Von Rheindharst, Okiumi, Matagami
- 1996 : Bubblegum Crisis : Quincy
- 1997 : Couacs en vrac : voix additionnelles
- 1998[n 8] : Trigun : Vash the Stampede, Knives Millions
- 1999 : Cowboy Bebop : Asimov Solensan (épisode 1) / Mao Yenrai (épisode 5) / Rhint (épisode 10) / Lin (épisodes 12 et 13) / Pierrot le fou (épisode 20), Applederry (épisode 24), Shin (épisodes 25 et 26)
- 1999-2001[n 9] : Hunter x Hunter : Bendo
- depuis 2000 : Les Griffin : voix additionnelles
- 2000-2002 : Wheel Squad : voix diverses
- 2000-2003 : Mona le vampire : M. BelleOeil, Dave, M. Raplapla, Murail, voix additionnelles (épisodes 3b à 5b)
- 2000-2003 : Clifford le gros chien rouge : Nonoss et voix additionnelles
- 2000-2019 : Dora l'exploratrice : Chipeur, Totor, la Carte, le Lutin grognon
- 2001 : FLCL : Kamon Nandaba
- 2001 : The Big O : Beck et Gordon Rosewater
- 2001 : Orphen, le sorcier noir : Orphen
- 2001-2002 : Les Petits Fantômes[7] : Oncle Paul
- 2001-2006 : Les Jumeaux Barjos : Greg Cramp
- 2002 : Allô la Terre, ici les Martin : Boris Labibine
- 2002 : Dai-Guard (en)[8] : Shunsuke Akagi
- 2003 : Hellsing : Harry Anders
- 2003 : Le Secret du sable bleu : William Buxton
- 2003 : Strange Dawn (en)[9] : le commandant de Griania, Miro
- 2003 : AD Police : Liam Fletcher
- 2003 : Connie la vache : Toby le chien et voix additionnelles
- 2003 : Futurama : voix chantée de Philip J. Fry, Diable Robot et Hermes Conrad (saison 4, épisode 18)
- 2004 : .hack//SIGN : Bear
- 2004 : Excel Saga : Pedro le prof (épisode 10), Aesop (épisode 11), Key (épisode 21), Alpuchu (épisode 22)
- 2004 : Lodoss : La Légende de Crystania : Narsel
- 2004 : Noir : Jean-Jacques Legrand, Albert Dux, Turner
- 2004 : R.O.D - Read or Die : Gennai Hiraga, Genjo Sanzo
- 2004 : Submarine Super 99 : le capitaine Oyama
- 2004 : The SoulTaker (en)[10] : Shiro Mibu
- 2004-2005 : Nadja : Chef / Thomas O'Brian
- 2005 : Enfer et Paradis : Mitsuomi
- 2005 : Gundam SEED : Yzak Joule et Kojiro Murdoch
- 2005 : Maetel : le narrateur et Bob
- 2005 : Captain Herlock: The Endless Odyssey : le sous-officier
- 2005 : Toupou : Tony Box
- 2005 : Ghost in the Shell: Stand Alone Complex : le Rieur
- 2005 : Samurai champloo : Nagamitsu (épisode 8)
- 2005 : Planetes : Yuri Mihalkov
- 2005 : Wolf's Rain : Iyek et voix additionnelles
- 2005 : Monster : Vaderman (épisodes 52, 53, 55, 61 et 74)
- 2005-2006 : Fullmetal Alchemist : Shō Tucker
- 2005-2007 : Les Frères Koalas : Buster et le narrateur
- 2005[n 10]-2016 : One Piece : Franky (1re voix, épisodes 232 à 750), Bonclay / Mr. 2 (2e voix), Turco / Faux Franky
- 2006 : Dibo le dragon (ko) : Dibo le dragon et interprète du générique
- 2006 : Argento Soma : Michael Heartland
- 2006 : Gundam SEED Destiny : Yzak Joule, Arthur Trine, Kojiro Murdoch, Unato Ema Seiran
- 2006 : Iron Kid : Buttons, Duke Von Rhymer, le capitaine Magnum (1re voix)
- 2006 : Shuriken School : Vlad
- 2006-2007 : La Vache, le Chat et l'Océan : Olaf, le narval et voix additionnelles
- 2006-2008 : Kappa Mikey : Gonard et Guano
- 2007 : MÄR : Mok / Père de Ginta
- 2007 : Tracteur Tom : Max et le narrateur
- 2007 : Karas : Nue
- 2007 : Tales of Phantasia : Mars et Dozo
- 2007-2009 : Transformers Animated : Bumblebee, Sentinel Prime, Lugnut, Soundwave, Auximondices (saison 2), Longarm, HotShot, Highbrow, Warpath, le capitaine Fanzone
- 2007-2010 : La Famille Trompette : Larry Trompette
- 2008 : Animalia : Léonard / Bibliothécaire
- 2008 : Wakfu : Jason (épisode 1), le Mmmmmmmmmporpg
- 2009-2012 : Casper : L'École de la peur : le directeur
- 2009-2012 : Le Petit Nicolas : le papa de Nicolas et le directeur
- 2009-2010 : Fullmetal Alchemist: Brotherhood : Shō Tucker
- 2009 : Gundam 00 : Billy Katagari, Hong Long (2e voix, saison 2), Pang Hercury
- 2009 : Master Hamsters (en)[11] : Alec
- 2010 : Le Petit Prince : Erwan (Planète de Géhom)
- 2010-2012 : Les Blagues de Toto : Fabrice, M. Willy, Bruno et le cousin de Yassine
- 2010-2015 : Les Dalton : Loup Cinglé et Pete
- 2011 : Saint Seiya (Hadès Inferno et Elysion) : Ikki du Phoenix, le narrateur, Aphrodite des poissons, Queen, Yvan
- 2011-2013 : Tous en slip ! : Narval
- 2012-2021 : Les Mystérieuses Cités d'or : Mendoza, Yoshi (le grand-père d'Ichiro et Mariko) et le narrateur des documentaires
- 2012-2014 : Mini-Loup : le papa de Moussa
- 2013[n 11] : JoJo's Bizarre Adventure : Santana
- 2013 : Kung Fu Panda : L'Incroyable Légende : Heilang
- 2013-2015 : Saint Seiya Omega : Harbinger, l'esprit de l'armure du Verseau, Aegir
- 2014-2017 : Dora and Friends : Au cœur de la ville : le père de Dora, la Carte et voix additionnelles
- 2015 : Zip Zip : Mitch / Vétérinaire
- 2016 : Archer : Patrick « Crash » McCaren (saison 6)
- 2016-2018 : La Garde du Roi lion : Kifaru (épisode : Ono le pique-bœuf)
- 2017 : Les Souvenirs de Mamette : ?
- 2015[n 12]-2018 : Dragon Ball Super : Beerus
- 2018 : La Famille Blaireau-Renard : Edmond le blaireau et Papy Renard
- 2019 : La Ligue des justiciers : Nouvelle Génération : Monsieur Bliss (saison 3, épisode 13), Hro Talak (saison 3, épisode 14) et Arion (saison 4, épisodes 15 à 17)
- 2019 : La Bande à Picsou : Jones (saison 2, épisode 17)
- 2019-2020 : Barbapapa en famille : Barbapapa
- depuis 2019[12] : Vinland Saga : Gunnar
- 2019 : Jean-Michel Super Caribou : ?
- 2020 : Jujutsu Kaisen : Eso
- 2021 : Edens Zero : Ganoff, Illega
- 2021-2024 : Arcane : Benzo
- 2021 : Bionic Max : voix additionnelles
- 2021-2023 : Valkyrie Apocalypse : Kojirō Sasaki
- depuis 2021 : Gabby et la Maison magique : Paul l'ours polaire
- 2022 : Transformers: BotBots (en) : le Sergent Scrubforce, Caution, Angry Cheese et voix additionnelles
- 2022 : Kaguya-sama: Love is War : le narrateur
- 2022 : Orient - Samurai Quest : voix additionnelles
- 2022 : Overlord : Raymond
- 2022 : Spriggan (en) : Koichi Moroha
- 2022-2023 : Bastard!! : le ministre en chef
- 2022 : Lastman Heroes : le médiateur et voix additionnelles (création de voix)
- depuis 2022 : Spy × Family : le narrateur et Bond Forger
- 2023 : Moon Girl et Devil le Dinosaure : Van Dyke et le coach Hrbeck
- 2023 : Captain Fall (en) : Petrof
- 2023 : My Daemon (en) : Baruta Tazawa et Isamu
- 2023 : Carol et la fin du monde (en) : Luis Felipe Jacinto[n 13]
- 2024 : Garōden : La Voie du loup solitaire : Matsuo
- 2024 : Exploding Kittens (en) : Slagnar et Coach Fer à cheval
- 2025 : Sakamoto Days : Boss
- 2025 : Moonrise (en) : Harry
- 2025 : Léviathan (en) : ?

#### OAV
- 1987-1991 : Bubblegum Crisis : Quincy
- 1995 : La Légende de Crystania : Narsel
- 2000-2001 : FLCL : Kamon Nandaba
- 2001-2002 : Read or Die : Genjo Sanzo, Gennai Hiraga
- 2001-2004 : Animation Runner Kuromi : Rei Takashimadaira
- 2004 : Space Symphony Maetel : Bob
- 2004-2006 : Tales of Phantasia : Dozo, Mars
- 2005 : Tenjho Tenge: Ultimate Fight : Mitsuomi Takayanagi

### Jeux vidéo
- 2001 : Harry Potter à l'école des sorciers : le professeur Rogue et Filius Flitwick
- 2001 : Star Wars: Galactic Battlegrounds : Echuu Shen-Jon
- 2002 : Harry Potter et la Chambre des secrets (version PS2) : le professeur Rogue
- 2002 : Age of Mythology : Arkantos
- 2002 : Dora l'exploratrice : Les Aventures de Sakado : Chipeur, Totor, la carte
- 2002 : The Elder Scrolls III: Morrowind : Socucius Ergalla
- 2003 : Beyond Good and Evil : Fehn Digler
- 2003 : Tak et le Pouvoir de Juju : Tak
- 2004 : Sly 2 : Association de voleurs : Jean Bison et Arpeggio
- 2004 : Tak 2 : Le Sceptre des rêves : Tak
- 2004 : Warhammer 40,000: Dawn of War : voix additionnelles
- 2005 : Batman Begins, le jeu vidéo : Détective Arnold Flass
- 2005 : Project Snowblind : le lieutenant Nathan Frost
- 2005 : Age of Empires III : Morgan Black
- 2005 : God of War : Zeus et le brûleur de corps
- 2005 : Tom Clancy's Splinter Cell: Chaos Theory : voix additionnelles
- 2006 : Tomb Raider: Legend : Winston le majordome, Toru Nishimura, voix additionnelles
- 2006 : Company of Heroes : Voix diverses
- 2006 : Les Aventures de Sherlock Holmes : La Nuit des sacrifiés : Docteur Watson
- 2006 : Star Wars: Empire at War : Maximilian Veers
- 2006 : Ankh : Ephraim, Ras El Tin, Volcano, un garde
- 2007 : Sherlock Holmes contre Arsène Lupin : Docteur Watson
- 2007 : Call of Duty 4: Modern Warfare : Nikolai
- 2007 : Harry Potter et l'Ordre du phénix : Percival Pratt
- 2008 : Far Cry 2 : le Chacal
- 2008 : Star Wars: The Clone Wars - Duels au sabre laser : Kit Fisto
- 2008 : Star Wars: The Clone Wars - L'Alliance Jedi : Kit Fisto
- 2009 : Call of Duty: Modern Warfare 2 : Nikolai
- 2009 : Sherlock Holmes contre Jack l'Éventreur : Docteur Watson
- 2009 : Divinity II: Ego Draconis : le narrateur
- 2009 : Dragon Age: Origins : voix additionnelles
- 2009 : League of Legends : Graves et Rengar
- 2010 : Tom Clancy's Splinter Cell: Conviction : voix additionnelles
- 2010 : Mafia II : Voix additionnelles
- 2010 : Call of Duty: Black Ops : Jason Hudson
- 2010 : God of War: Ghost of Sparta : le fossoyeur
- 2010 : Fable III : Nigel Ferret
- 2010 : Assassin's Creed Brotherhood : voix additionnelles
- 2010 : The Kore Gang (en) : Dr Hoond
- 2011 : The Elder Scrolls V: Skyrim : Argoniens et Elfes des bois mâles
- 2011 : Spider-Man : Aux frontières du temps : voix additionnelles
- 2011 : Call of Duty: Modern Warfare 3 : Sandman
- 2012 : Call of Duty: Black Ops II : Jason Hudson
- 2012 : Hitman: Absolution : voix additionnelles
- 2012 : Spec Ops: The Line : Robert Darden
- 2013 : Call of Duty: Ghosts : voix additionnelles
- 2013 : Crysis 3 : soldats du CELL
- 2013 : Dead Space 3 : voix-off de certaines missions
- 2014 : Professeur Layton vs. Phoenix Wright: Ace Attorney : le narrateur
- 2014 : Hearthstone : nouvelle voix de l'Aubergiste (depuis 2018, succédant à Pierre-Alain de Garrigues)
- 2014 : Watch Dogs : voix additionnelles
- 2014 : Defense Grid 2 : Professeur Taylor
- 2015 : Mortal Kombat X : Erron Black et Shinnok
- 2015 : Rise of the Tomb Raider : voix additionnelles
- 2016 : Yesterday Origins : John Yesterday
- 2016 : Ratchet & Clank : Slim Cognito
- 2017 : Fortnite : Lars
- 2017 : Lego Marvel Super Heroes 2 : Davos / Steel Serpent
- 2017 : For Honor : Holden Cross
- 2017 : Sniper Elite 4 : Weaver
- 2017 : Wolfenstein II: The New Colossus : ?
- 2017 : Need for Speed Payback : voix additionnelles
- 2017 : La Terre du Milieu : L'Ombre de la guerre : divers Uruks
- 2018 : Spider-Man PS4 : Mick, le patron du bar Mick’s Diner
- 2018 : Lego DC Super-Vilains : voix additionnelles
- 2018 : Spyro Reignited Trilogy : des dragons
- 2019 : Mortal Kombat 11 : Erron Black et Shinnok
- 2020 : Final Fantasy VII Remake : Rude
- 2020 : Quiplash 2 InterLASHional : Schmitty
- 2020 : Watch Dogs: Legion : voix additionnelles
- 2020 : Assassin's Creed Valhalla : Tarben
- 2020 : Call of Duty: Black Ops Cold War : Jason Hudson
- 2020 : Deliver Us the Moon : Rolf Robertsson et le chef d'évac. 1
- 2021 : Ratchet and Clank: Rift Apart : voix additionnelles
- 2021 : Outriders : le personnage principal masculin
- 2021 : Life Is Strange: True Colors : ?
- 2022 : Dying Light 2 Stay Human : ?
- 2022 : Ghostwire: Tokyo : ?
- 2022 : Lego Star Wars : La Saga Skywalker : Nute Gunray et Lama Su
- 2022 : God of War: Ragnarök : Durlin
- 2023 : Atomic Heart : ?
- 2023 : Advance Wars 1+2: Re-Boot Camp : Maverik
- 2023 : Tintin Reporter : Les Cigares du pharaon : le colonel Faud, l'interné narcissique, le garde du corps prudent et voix additionnelles
- 2023 : Agatha Christie : Le Crime de l'Orient-Express : Pierre Michel, Antonio Foscarelli, la voix du répondeur, la voix radio de la police et des carnavaliers
- 2023 : Goldorak : Le Festin des loups : Procyon, le pompier et des marins
- 2024 : Final Fantasy VII Rebirth : Rude
- 2024 : Star Wars Outlaws : Jinnjo Blorgh, voix additionnelles
- 2024 : Batman: Arkham Shadow (en) : Frank Boles, Dillon, le détective télé et l'avocat
- 2025 : Assassin's Creed Shadows : ?
- 2025 : Clair Obscur: Expedition 33 : Monoco
- 2025 : Doom: The Dark Ages : la voix de la facilité de Maykr

### Direction artistique
- 2000-2019 : Dora l'exploratrice[13]
- 2005-2011 : Go Diego ![14]

## Voix off

### Documentaires
- Dehesa - L'harmonie ibérique de Carlos Fernando Perez
- Le Dernier QG d'Hitler de Krzysztof Kostowski (Toute l'Histoire)

### Publicités
- Direct Assurance (2024)